# خورخه لونا
خورخه لونا (اسپانیایی: Jorge Luna‎؛ زادهٔ ۱۴ دسامبر ۱۹۸۶) بازیکن فوتبال اهل آرژانتین است. 

## باشگاهی
از باشگاه‌هایی که در آن بازی کرده‌است می‌توان به باشگاه فوتبال الظفره و باشگاه فوتبال استودیانتس اشاره کرد.